# Doris Roberts
Doris Roberts, geboren als Doris May Metzler (St. Louis, 4 november 1925 – Los Angeles, 17 april 2016), was een Amerikaans actrice. Zij speelde onder meer Marie Barone in 210 afleveringen van Everybody Loves Raymond (1996-2005), waarvoor ze vier Emmy Awards, een American Comedy Award en een Golden Satellite Award won. In 1983 kreeg ze al een eerste Emmy voor haar gastrol in St. Elsewhere.

## Biografie
Roberts maakte in 1961 haar debuut op het witte doek in het drama Something Wild. Sindsdien speelde ze in meer dan veertig films, meer dan 65 inclusief televisiefilms. Hoewel haar rol in Everybody Loves Raymond haar meest omvangrijke was, was dat niet haar enige of haar eerste in een televisieserie. Zo speelde Roberts eerder onder meer van 1979 tot en met 1980 Theresa Falco in 36 afleveringen van de komedieserie Angie en was ze van 1983 tot en met 1987 te zien als Mildred Krebs in 72 afleveringen van Remington Steele. Inclusief eenmalige gastrollen (waaronder een buitengewone als Marie Barone, maar dan in The King of Queens) was ze te zien in meer dan 350 afleveringen van tientallen verschillende televisieseries.
Roberts was van 1963 tot en met zijn overlijden in 1983 getrouwd met William Goyen, haar tweede echtgenoot. Tot 1962 was ze getrouwd met Michael Cannata, met wie ze een zoon kreeg die zij eveneens Michael noemden. Hij maakte haar meermaals grootmoeder.
Roberts overleed op 90-jarige leeftijd.

## Filmografie
*Exclusief 20+ televisiefilms
| - JOB's Daughter (2016) - The Red Maple Leaf (2016) - No Deposit (2015) - The Little Rascals Save the Day (2014) - Madea's Witness Protection (2012) - Margarine Wars (2012) - Another Harvest Moon (2010) - Aliens in the Attic (2009) - Play the Game (2008) - The Truth and Nothing But the Truth (2006) - Keeping Up with the Steins (2006) - I-See-You.Com (2006) - Grandma's Boy (2006) - Dickie Roberts: Former Child Star (2003) - All Over the Guy (2001) - Full Circle (2001) - A Fish in the Bathtub (1999) - The Secret of NIMH 2: Timmy to the Rescue (1998) - My Giant (1998) - Walking to Waldheim (1997) - The Grass Harp (1995) - Taffy (1994) - The Night We Never Met (1993) - Used People (1992) | - Ladies on Sweet Street (1990) - Honeymoon Academy (1990) - Simple Justice (1990) - Christmas Vacation (1989) - Number One with a Bullet (1987) - Ordinary Heroes (1986) - The Rose (1979) - Good Luck, Miss Wyckoff (1979) - Once in Paris... (1978) - Rabbit Test (1978) - Blood Bath (1976) - Hester Street (1975) - The Taking of Pelham One Two Three (1974) - The Heartbreak Kid (1972) - Such Good Friends (1971) - A New Leaf (1971) - Little Murders (1971) - The Honeymoon Killers (1970) - A Lovely Way to Die (1968) - No Way to Treat a Lady (1968) - Divorce American Style (1967) - Barefoot in the Park (1967) - Dear Heart (1964) - Something Wild (1961) |

## Televisieseries
*Exclusief eenmalige gastrollen
- Melissa & Joey - Sofia (2013-2014, drie afleveringen)
- The 4 to 9ers: The Day Crew - Mrs. Doyle (2014, drie afleveringen)
- The Middle - Ms. Rinsky (2010-2011, drie afleveringen)
- Everybody Loves Raymond - Marie Barone (1996-2005, 210 afleveringen)
- Dream On - Angie Pedalbee (1993, drie afleveringen)
- Remington Steele - Mildred Krebs (1983-1987, 72 afleveringen)
- Alice - Mona Spivak (1981-1982, twee afleveringen)
- Maggie - Loretta (1981-1982, acht afleveringen)
- Barney Miller - Harriet Brower (1977-1980, vier afleveringen)
- Angie - Theresa Falco (1979-1980, 36 afleveringen)
- Soap - Flo Flotsky (1978, vier afleveringen)
- The Streets of San Francisco - Mrs. Strauss (1976, twee afleveringen)
- The Defenders - Marjorie Hill (1962-1964, drie afleveringen)
- Naked City - Miss Tresant (1962-1963, twee afleveringen)